# 日高正博
日高 正博（ひだか まさひろ、1949年1月24日 - ）は日本のプロモーター、経営者。株式会社SMASHのファウンダー、元代表取締役社長。フジロック・フェスティバルの創始者である。
熊本県人吉市出身。1970年に東京ビデオセンターでの音楽番組制作から音楽業界に携わり、ベルキャット（東京ビデオセンターの音楽出版マネジメント子会社）を経てフリーランスとなり、1983年に株式会社SMASHを設立した。1997年に、山梨県の天神山スキー場でフジロック・フェスティバルを開始した。
ちなみに東京ビデオセンターを辞めようとした際の日高と社長・佐々木史朗のやり取りが下記。
『そこの社長さんが辞めてどうする？って聞くわけ。「何にも考えてない。どっか旅行でもしようかなと思ってる」って言ったら、「じゃあ会社に残れ。でもお前は仕事嫌がるだろうから、何がやりたいんだ」って言われて、音楽出版とかやりたいなって言ったら、会社作ってくれたの。たまたまその会社、出発して２年ですごい黒字が出たから、当時のお金で５００万ぐらい渡してくれたの。で、ビル借りて、それで３年間やってたのかな。出版とか日本のアーティストだとか、いろんなものやったりとかしてて、で大赤字を作って辞めたという(笑)』
2001年には、静岡県富士宮市の朝霧高原で、キャンプ型の野外フェスティバルとして朝霧JAMを初開催し毎年開催している。（2019年、2020年、2021年は台風や新型コロナウイルス禍の影響で中止）

## 著書
- 『やるかFujiRock 1997‐2003』阪急コミュニケーションズ、2003年